# Amath Ndiaye
Amath Ndiaye Diedhiou (ur. 16 lipca 1996 w Pikine) – senegalski piłkarz występujący na pozycji napastnika w Getafe CF.